# Christophe Chenut
Christophe Chenut, nascido a 2 de outubro de 1962, em Boulogne-Billancourt (Altos do Sena), é um líder empresarial francês. Foi diretor geral do jornal francês L’Opinion desde o seu lançamento em maio de 2013 até junho de 2015, antes de assumir o cargo de diretor geral das marcas Comptoir des Cotonniers e Princesse tam.tam (Fast Retailing/Uniqlo Group) e depois das agências de modelos Elite World.

## Biografia
Licenciado pela Université Paris-Dauphine em 1984 e com um MBA pela HEC Paris (turma de 1986), tornou-se editor da revista Création (Strategies Group). Em 1987, criou a agência de consultoria de marketing direto Directing com Xavier Romatet.
Em 1993, vendeu a sua empresa ao Grupo DDB para se fundir com a sua subsidiária de marketing direto, Rapp Collins. Presidente da Rapp Collins France e depois da Rapp Collins Europe, em 2000 tornou-se diretor-geral do grupo DDB France. Em Março de 2003, deixou a DDB para assumir o cargo de director-geral do grupo L'Équipe (L'Équipe, L'Équipe TV, lequipe.fr, France Football, Vélo Magazine, ...).
Paralelamente à sua carreira profissional, tornou-se presidente do Stade de Reims em 1996. Durante a sua gestão, o clube passou do CFA2 (época 1997-98) para a Ligue 2 (em 2002). Christophe Chenut foi forçado a abandonar a presidência do clube em Maio de 2004 por motivos de incompatibilidade ética com as suas novas funções profissionais no L'Équipe.
Após 5 anos de forte desenvolvimento e diversificação, abandonou o grupo L’Équipe no final de Fevereiro de 2008 devido a “diferenças estratégicas”, segundo o comunicado oficial. Embora as atividades digitais se tenham desenvolvido fortemente, o jornal diário L’Équipe sofreu um declínio na circulação em 2007, após quatro anos de forte crescimento (com destaque para o Campeonato do Mundo de Futebol em 2006), assim como o jornal quinzenal France Football . Quanto ao semanário Rugby Hebdo, lançado em 2006, foi encerrado após o Mundial de 2007.
Christophe Chenut tornou-se então diretor geral do grupo de luxo Lacoste, a partir de 1 de abril de 2008. Em janeiro de 2013, deixou a Lacoste durante a venda da empresa que se seguiu ao conflito interno da família Lacoste.
Em março de 2013, juntou-se ao projeto de Nicolas Beytout de lançamento de um novo meio diário digital e em papel, que será lançado em maio de 2013: L’Opinion, do qual foi responsável pelo lançamento e gestão durante dois anos e meio.
Desde o início de 2016 e após uma breve passagem pelo grupo Fast Retailing (Uniqlo, Comptoir des Cotonniers, Princesse tam tam) e à frente da Elite World, concentrou-se nas suas atividades de consultoria, empreendedorismo e marketing. investimento através da sua empresa Christophe Chenut Conseil SAS.
Neste contexto tem investido em diversas empresas incluindo a compra da marca “Ines de La Fressange”, ao lado de Fabrice Boé, na LAPSA (Petfood) ou na Socceroof (futebol de 5 nos EUA)... É também presidente do conselho fiscal do Hopscotch Groupe e membro do Conselho de Administração do Grupo SMCP (Sandro, Maje, Claudie Pierlot).
Quanto aos seus mandatos no futebol, foi diretor do Paris Saint-Germain F.C. de 2009 a 2011. Deixou esse mandato quando o clube foi comprado pelo Qatar. Tornou-se depois acionista e administrador do Evian-Thonon-Gaillard FC até ao início de 2015, altura em que vendeu as suas ações ao mesmo tempo que cerca de trinta outros acionistas minoritários. De 2017 a 2020 é administrador do Stade Rennais Football Club e desde janeiro de 2021 do Lille OSC.
Em 2018 é autor do livro "Ingérables" (Como gerir os seus talentos nos negócios) e desde março de 2020 presidente da Dauphine Alumni, associação de ex-alunos da Universidade Dauphine.